# Idemia
Idemia est une entreprise française de sécurité numérique spécialisée dans la biométrie, l'identification et l’authentification, l’analyse de données et de vidéos,. Issue fin 2017 du rapprochement de Morpho, créée en 1982 et anciennement filiale du groupe Safran et leader des solutions de sécurité et d’identité, et d’Oberthur Technologies, acteur français de la sécurité numérique et physique, principalement pour les secteurs bancaires et des télécoms, la société Idemia est désormais détenue par le fonds de pension américain Advent International.
En 2020, l’entreprise compte près de 15 000 salariés à travers le monde. Le siège social de l’entreprise se situe à Courbevoie, en France, et les principaux centres de R&D sont à Osny, Pessac, Meyreuil, Sophia Antipolis. La société gère également des sites industriels à Vitré et Saint-Étienne-du-Rouvray, ainsi qu’un centre de services à Dijon.
Elle est sujette à des controverses dans plusieurs pays.

## Historique

### Morpho

Logo entre 2010 et 2016.

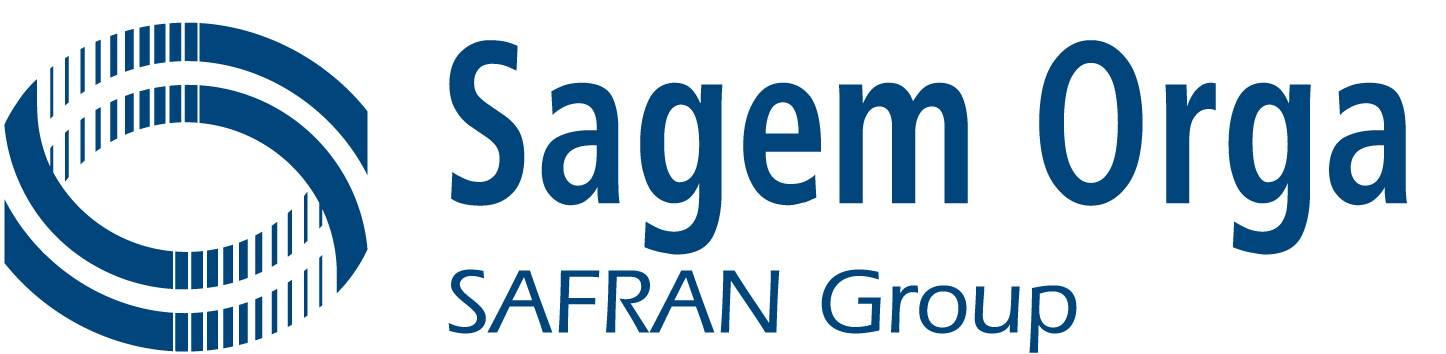
Logo de Sagem Orga.

L’entreprise Morpho Systèmes est créée en 1982 par Bernard Didier, un ingénieur qui avait travaillé à Fontainebleau au centre de recherche en informatique de l'École des mines de Paris, puis à la SINAC, une filiale de la Caisse des dépôts alors dirigée par Guy Girod Genet,,. Grâce à un important soutien financier de la Caisse des dépôts, Morpho Systèmes développe la commercialisation de son algorithme de reconnaissance d'empreintes digitales notamment au Sénégal, aux Etats-Unis et en Allemagne.
La société est absorbée par Sagem en 1993. En 2005, lors de la création de Safran, Sagem devient Sagem Défense Sécurité et en 2007, une société distincte, Sagem Sécurité est créée. Elle est renommée Morpho en 2010, puis Safran Identity & Security en 2016.
En 2005, Morpho achète Orga Kartensysteme GmbH. En 2007, les terminaux de paiement sont cédés au groupe Ingenico en échange de 10,6 millions d’actions nouvelles ; Ingenico sera revendu en 2015. En 2009, Le groupe Safran acquiert GE Homeland Protection qui deviendra Morpho Detection. La division est l’un des premiers fournisseurs mondiaux de systèmes de détection tomographique de substances dangereuses ou illicites dans les bagages. Cette division est cédée à Smiths Group pour 710 millions de dollars en avril 2016. En 2011, Morpho achète L-1 Identity Solutions (en), renommé Morpho Trust.
En 2014, Morpho fait l'acquisition de Dictao et de sa plateforme logicielle d'authentification forte, signature électronique et archivage numérique à valeur probante. En 2015, Morpho finalise l'acquisition d'AirTag.
En 2016, la société emploie 8 600 salariés, dont 1 600 en France. Elle est considérée comme le leader mondial de la reconnaissance biométrique.
Jean-Paul Jainsky est le premier PDG de l’entreprise. Philippe Petitcolin lui succède en juillet 2013, puis Anne Bouverot en août 2015.

### Oberthur Technologies
En 2007, les activités des entreprises Oberthur Card Systems, Oberthur Fiduciaire et Oberthur Cash Protection, sociétés issues initialement de l'Imprimerie Oberthur, fondée en 1842 à Rennes par François-Charles Oberthür, sont fusionnées en une seule entité, Oberthur Technologies. L'activité dans la production de cartes magnétiques et cartes à puce, ainsi que celle de fabrication de documents d'identité sécurisés, sont cédées en 2008.

### Idemia (depuis 2017)
Safran annonce la vente de la filiale Morpho (devenu temporairement Safran Identity & Security) en 2016, à Oberthur Technologies,. Le fonds Advent International, propriétaire d’Oberthur Technologies, est le repreneur de cette opération. Le montant de la vente est d’environ 2,4 milliards d’euros. Le 31 mai 2017, la création d’un nouveau groupe est annoncé, provisoirement nommée « OT-Morpho », et qui prend en septembre le nom de Idemia. La présidence du directoire est à l'époque confiée à Didier Lamouche, ancien PDG de Oberthur Technologies,.
Le 1er juillet 2020, Pierre Barrial est nommé président du directoire du Groupe ; Yann Delabrière devient président du conseil de surveillance d’Idemia, fonction qu’il occupait avant de prendre la présidence du directoire en octobre 2018[réf. nécessaire].
L'entreprise a par exemple développé des cartes de paiement biométrique pour les institutions bancaires.
Le 12 janvier 2022, Docaposte annonce le rachat des activités de signature électronique et de coffre-fort numérique d’Idemia,.

## Métiers et domaines d'expertise

### Identification
Cette division travaille sur la biométrie, les technologies de reconnaissance faciale.
Idemia a produit 3 milliards de documents d'identité (passeports, cartes d'identités, permis de conduire, etc.) dans le monde en 2020. C’est l'entreprise numéro 1 en ce qui concerne l'émission de permis de conduire aux États-Unis, où elle est pionnière dans le domaine de l’identité numérique avec l’émission de permis de conduire sur mobile.
Sur le marché des États et des services gouvernementaux, Idemia participe notamment aux efforts de l'Organisation des Nations unies visant à donner à tous une identité d'ici à 2030 (en Afrique ou en Inde, plus d'1,1 milliard de personnes n'ont toujours pas d'existence légale).

### Cartes à paiement biométrique
Idemia travaille sur la carte bancaire, et effectue des recherches dans son centre de Vitré telles l'intégration de la reconnaissance d'empreinte dans les 0,8 millimètre d'épaisseur d'une carte ou le changement dynamique du cryptogramme visuel.

### Algorithmies cryptographiques dans un contexte quantique
En juillet 2025, l'entreprise annonce le lancement d'une bibliothèque de 68 algorithmes cryptographiques classiques et post-quantiques.